# Roustam Raza
Roustam Raza (Tbilisi, 1783 – Dourdan, 7 december 1845) was van 1799 tot 1814 de beroemde mammelukse lijfwacht van Napoleon Bonaparte.
Roustam Raza werd in Georgië geboren als zoon van een Armeense koopman en diens Georgische echtgenote. In 1797 werd hij in Constantinopel als slaaf verkocht. Na het overlijden van zijn meester kwam hij in Caïro in het bezit van een met Napoleon bevriende sjeik. In augustus 1799, kort voor Napoleons terugkeer in Frankrijk, trad hij in zijn dienst. De volgende vijftien jaar vergezelde Roustam de consul en latere Franse keizer op al zijn krijgstochten, van Spanje tot Rusland aan toe. 's Nachts sliep hij direct naast Napoleons vertrek. Op 1 februari 1806 trouwde hij met Alexandrine Douville, de dochter van de eerste kamerjonker, valet de chambre, van keizerin Joséphine de Beauharnais.
Roustam Raza heeft in zijn memoires door middel van anekdotes een aardig beeld geschetst van Napoleons onmiddellijke omgeving. Hijzelf werd meermalen op doek vastgelegd, niet alleen in portretten (zoals door Jacques-Nicolas Paillot de Montabert in 1806 en door Horace Vernet in 1810), maar ook als bijfiguur in historische schilderijen van zijn werkgevers, waarop hij door zijn tulband gemakkelijk herkenbaar is.
Roustam Raza volgde Napoleon niet in zijn ballingschap naar Elba en toen hij tijdens de Honderd Dagen weer bij de keizer in dienst wilde treden liet die hem gevangenzetten. De relatie tussen beiden was onder druk komen te staan door allerlei geruchten dat de Engelsen de lijfwacht hadden omgekocht om Napoleon te vergiftigen. Na 1815 werkte hij een tijdje als loterijbaas en ging toen met zijn vrouw rentenieren.